# Фишер, Поль Анри
Поль Анри Фишер (фр. Paul Henri Fischer; 7 июля 1835, Париж — 29 ноября 1893, Париж) — французский врач, зоолог и палеонтолог.

## Биография
С юности интересовался естественной историей.
Изучал медицину в университете Бордо и Парижа. Работал помощником Аршиака в отделе палеонтологии Музея естественной истории в Париже. В 1863 получил степень доктора наук в области медицины и работал в течение десяти лет врачом, прежде чем обратился к палеонтологии.
С 1856 года — совместно с Бернарди редактировал Journal de Conchyliologie. Опубликовал и проводил исследования, в первую очередь, современных и ископаемых моллюсков. В 1880—1883 участвовал в четырёх морских биологических экспедициях.
Его основная работа — трехтомник «Manuel de conchyliologie et de paléontologie conchyliologique», содержащий около 1370 страниц.
В числе его трудов «Исследования ископаемых рептилий Южной Африки» (1870), «Каталог голожаберных и головоногих океанского побережья Франции» (1867—1875), «Каталог и географическое распределение наземных, морских и речных моллюсков Индокитая» (1891) и др.
Несколько раз избирался президентом Французского геологического общества (Société Géologique de France) и Зоологического общества Франции (1886, La Société zoologique de France) .

## Избранная библиография
- 1864—1873 — Faune conchyliologique marine du departement de la Gironde et des côtes du sud-ouest de la France.
- 1867—1875 — Catalogue des nudibranches et céphalopodes des cotes océaniques de la France.
- 1885 — Une nouvelle classification des bivalves.
- 1885—1887 — Manuel de conchyliologie et de paléontologie conchyliologique.
- 1893—1894 — Études sur les mollusques terrestres et fluviatiles.